# Pogrom de Wąsosz
Le pogrom de Wąsosz est le massacre contre les résidents juifs de Wąsosz (village de Podlachie) le 5 juillet 1941, en Pologne sous occupation allemande pendant la Seconde Guerre mondiale. Ces exactions sont l'initiative d'habitants polonais du village ; les Allemands n'y participent pas.

## Contexte du pogrom
Quand le Troisième Reich envahit la Pologne en 1939, il capture le village de Wąsosz durant la deuxième semaine de guerre. Fin septembre, conformément au traité germano-soviétique d'amitié, de coopération et de démarcation, les nazis transfèrent le village à l'Union soviétique (URSS).
le 17 septembre 1939, l'URSS envahit à son tour la Pologne, comme prévu dans le pacte germano-soviétique. L'Armée rouge s'empare de 52,1 % du territoire polonais, où se trouvent plus de 13 700 000 habitants.
Après le déclenchement de l'opération Barbarossa (invasion de l'URSS par le Troisième Reich), la Wehrmacht reconquiert Wąsosz le 22 juin 1941. À cette date, les Juifs résidant dans le village représentent 40 % des habitants, qui s'élèvent à 500 personnes.

## Le pogrom
Dans la nuit du 4 au 5 juillet 1941, un petit groupe d'hommes armés de haches et de barres de fer assassinent plusieurs douzaines d'habitants juifs à Wąsosz. Ces assassinats sont perpétrés avec brutalité, sans égard pour l'âge ni le sexe des victimes. Les corps des victimes sont jetés dans une grande fosse creusée aux abords du village. D'après l'enquête de l'Institut de la mémoire nationale, le massacre cause au moins 70 victimes,. Selon un rapport du 14 juillet 1941 émanant du service de sécurité allemand, « après la retraite des Russes, la population polonaise de Wąsosz a rassemblé des Juifs dans une grange et les a tous tués avant l'arrivée des armées allemandes [au village] ».

## Suites
Menachem Finkielsztejn, habitant de Radziłów, a livré après-guerre son témoignage sur l'arrivée à Radziłów de Polonais venus de Wąsosz, le 6 juillet : « les habitants de Radziłów ont aussitôt appris que ces arrivants avaient auparavant assassiné de manière horrible tous les Juifs de Wąsosz, n'épargnant ni les femmes ni même les petits enfants ». Les nouveaux venus sont chassés par les habitants de Radziłów, qui procèdent ensuite, le 7 juillet au massacre des Juifs dans leur propre village ; toute la communauté juive est assassinée, à l'exception de 18 rescapés,,. D'après Andrzej Żbikowski, les habitants de Radziłów ont repoussé ceux de Wąsosz car les premiers voulaient eux-mêmes tuer et piller les Juifs locaux.
Quinze survivants juifs restent à Wąsosz jusqu'au 1er juillet 1942, date où ils sont emmenés sur la propriété Milbo et rejoignent les quelque 500 Juifs affectés à divers travaux. En novembre 1942, ces survivants sont emmenés au camp de transit de Bogusze puis convoyés vers les centres d'extermination de Treblinka et d'Auschwitz.
En 1951, un homme du nom de Marian Rydzewski est traduit en justice pour participation au pogrom puis acquitté par un tribunal communiste,,.

## Enquête de l'Institut de la mémoire nationale
L'Institut de la mémoire nationale (IPN) mène l'enquête sur les crimes commis à Wąsosz ; celle-ci est dirigée par le procureur de l'IPN, Radosław Ignatiew, qui avait auparavant enquêté sur les atrocités à Jedwabne.
En 2014, la presse relate que les chefs de la communauté juive de Pologne sont divisés sur la question d'une exhumation des corps des victimes. Certains, comme Michael Schudrich, s'y opposent au nom de la dignité des défunts. D'autres, comme Piotr Kadicik, s'y montrent favorables,.
En 2015, l'enquête est retirée à Radosław Ignatiew, alors en vacances, pour être confiée à Malgorzata Redos-Ciszewska. L'exhumation n'a pas eu lieu et l'enquête est close en 2016. L'IPN n'a pas identifié de nouveaux participants au massacre : seuls deux hommes polonais ont été condamnés pour leur implication dans le pogrom après la Seconde Guerre mondiale.